# A Rape on Campus
A Rape on Campus (deutsch „Eine Vergewaltigung auf dem Campus“) ist ein Artikel von Sabrina Rubin Erdely, der am 19. November 2014 in der Zeitschrift Rolling Stone veröffentlicht und im April 2015 zurückgezogen wurde. Er trägt den Untertitel A Brutal Assault and Struggle for Justice at UVA (deutsch „Ein brutaler Angriff und der Kampf um Gerechtigkeit an der UVA“). Thema war eine angebliche Vergewaltigung an der University of Virginia (UVA) im September 2012. Dies stellte sich später als eine nicht beweisbare Geschichte der Rolling-Stone-Mitarbeiterin heraus, nachdem sowohl die Polizei als auch Journalisten der Washington Post diesen Bericht kritisch hinterfragt hatten und auf zahlreiche Widersprüche gestoßen waren. Die Frankfurter Allgemeine Zeitung sprach sogar von einer „monumentalen Fälschung“.

## Vorfall
Der Artikel beschrieb die angebliche Massenvergewaltigung einer Frau durch Mitglieder der Studentenverbindung „Phi Kappa Psi fraternity“ während eines Aufnahmerituals auf einer Hausparty an der UVA. Dabei richtete sich der Fokus nur auf die Aussagen von „Jackie“, ein Deckname für das angebliche Opfer. Es wurden keine weiteren Teilnehmer der Party, Beteiligte oder Zeugen befragt. Die Universität und die Verbindung „Phi Kappa Psi“ wurden vom Inhalt des Artikels nicht ausreichend vorinformiert, so dass sie ihre Stellungnahme erst nach Erscheinen des Artikels abgeben konnten. „Phi Kappa Psi“ konnte unter anderem nachweisen, dass zum fraglichen Zeitpunkt keine Party in ihrem Haus stattgefunden hatte.
Der mutmaßliche Vorfall wurde als Lüge enttarnt, nachdem mehrere Journalisten Ungereimtheiten entdeckten. Der Rolling Stone entschuldigte sich mehrmals für die Falschaussage; Sabrina Rubin Erdely werde jedoch weiterhin für das Magazin arbeiten.

## Folgen

### Konsequenzen für denRolling Stone
Nachdem der Artikel erschienen war, entwickelte er sich mit mehr als 2,7 Millionen Lesern auf der Rolling-Stone-Website bald zur meistgelesenen Story abseits der üblichen Musikberichterstattung des Magazins. Erst eine Woche nach der Veröffentlichung kamen der Redakteurin erste Zweifel. Die Washington Post hatte sehr schnell die Freunde der Informantin „Jackie“ ausfindig gemacht, die in dem Artikel unter Decknamen beschrieben worden waren. Einer Freundin hatte „Jackie“ die Worte in den Mund gelegt, man müsse den Fall vertuschen, weil sie sonst nie wieder zu einer Verbindungsparty eingeladen würde. Sie und die anderen Freunde widersprachen den Schilderungen des Rolling-Stone heftig. Auch ein Mann, der der Beschreibung des Hauptverdächtigen ähnelte und, wie in der Geschichte angegeben, im Fitness-Center der Universität arbeitete, konnte gefunden werden. Er hatte jedoch „Jackie“ nie persönlich getroffen und war auch kein Mitglied besagter Studentenverbindung. Ein anderer Verdächtiger, von dem „Jackie“ sogar Fotos präsentierte, war ein Schulkollege aus der High School, der aber die Universität von Virginia nie besucht hatte und zum angeblichen Tatzeitpunkt nachweislich verreist war. Nach einer Reportage in der Washington Post am 5. Dezember 2014 beeilte sich der Rolling Stone mit einer Stellungnahme. Chefredakteur Will Dana schrieb in einem Editorial, dass das Vertrauen in „Jackie“ als angebliches Opfer „unangebracht gewesen sei“. Diese ungeschickte Stellungnahme führte zu einem Shitstorm gegen den Rolling Stone in den sozialen Medien. Nach Vorwürfen, der Rolling Stone wolle von seiner eigenen journalistischen Verantwortung ablenken und die Schuld einzig und allein auf die Studentin schieben, änderte Dana seine Formulierung und entschuldigte sich bei den Lesern.
Am 5. April 2015 veröffentlichte die Columbia Journalism School mit Unterstützung des Rolling Stone einen ausführlichen Bericht über die redaktionellen Vorgänge bei der Recherche und Veröffentlichung. Die Autoren der Studie räumten ein, dass Sabrina Erdely bei der Recherche zwar selbst nichts erfunden, aber auch keine der Angaben ihrer Informantin überprüft hatte. Sie nannten die Falschmeldung einen „Fehler, der vermeidbar war.“ Der Rolling Stone kommentierte am selben Tag den Bericht: Es sei kein Handlungsbedarf gegeben, das Redaktionssystem bleibe, wie es war. Personelle Konsequenzen werde es keine geben. Chris Cillizza von der Washington Post fand das „schrecklich für den Journalismus.“ Die Präsidentin der Universität von Virginia, Teresa A. Sullivan, stellte fest, dass A Rape on Campus nichts aufgedeckt, sondern die Anstrengungen, sexuelle Übergriffe auf dem Campus aufzuklären und zu vermeiden, eher behindert habe. Hingegen sei die Reputation einzelner Studenten sowie die der Universität beschädigt worden.
Im Sommer 2015 verließ Chefredakteur Will Dana im Einverständnis mit dem Herausgeber den Rolling Stone nach 19 Jahren Tätigkeit. The New York Times vermutete A Rape on Campus als Grund für den Rücktritt Danas.

### Folgen für die Universität

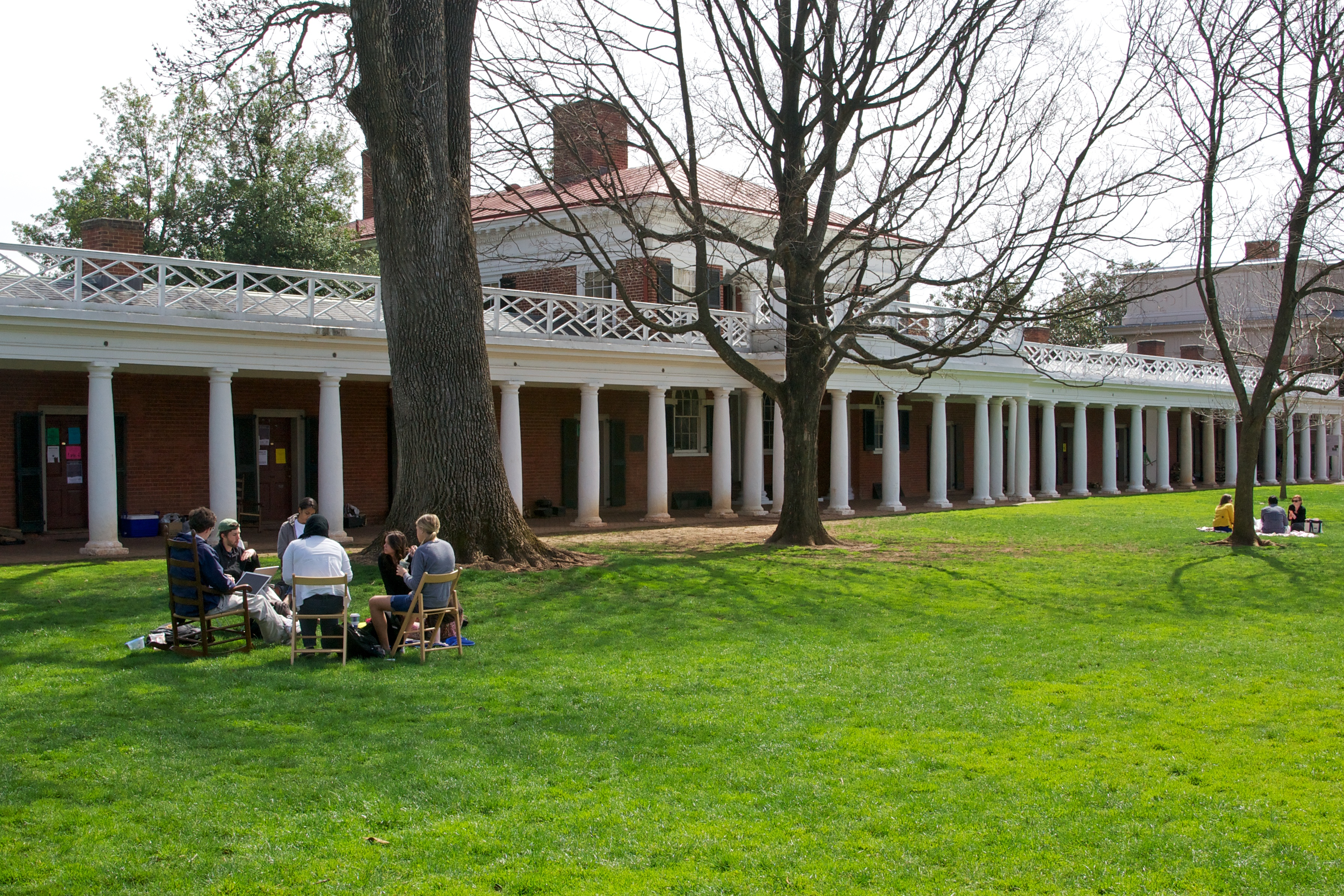
Der Campus der University of Virginia

Drei Tage nach der Veröffentlichung der Vorwürfe suspendierte die Universität von Virginia die sozialen Aktivitäten und Veranstaltungen aller Studentenverbindungen auf dem Campus für unbestimmte Zeit. Die Dachverbände der 31 Verbindungen, von denen 28 ein eigenes Haus auf dem Universitätsgelände besitzen, protestierten dagegen. Es kam zu Demonstrationen gegen die Verbindung „Phi Kappa Psi“, ihr Verbindungshaus wurde beschmiert und Fenster eingeschlagen. Die Studenten, die im Verbindungshaus wohnten, mussten in Hotels untergebracht werden. Drei Studenten, darunter der Bewohner des Zimmers, in dem die Vergewaltigung stattgefunden haben soll, verklagten später die Zeitschrift Rolling Stone auf je 7,5 Millionen US-Dollar Schadenersatz wegen Rufschädigung.
Erst im Januar 2015, nachdem alle Studentenverbindungen eine Vereinbarung mit der Universitätsleitung unterschrieben hatten, in der sie schärfere Regeln für Partys und Veranstaltungen akzeptierten, wurden die sozialen Aktivitäten wieder aufgenommen. Besonders in Bezug auf die Aufsicht und den Alkoholkonsum, der in den Vereinigten Staaten bis zum Alter von 21 Jahren verboten ist, hatte selbst die Obama-Administration auf strengere Kontrollen an den Universitäten und Colleges gedrängt.
Title IX des United States Education Amendments of 1972 regelt die Gleichberechtigung der Geschlechter im Bildungssystem der USA. Gerichtsurteile pochen auf die Verantwortlichkeit der Universitätsleitungen für ein Klima ohne Diskriminierung, in der ein koedukativer Bildungsweg ohne Angst vor sexuellen Übergriffen möglich ist. Umso schwerer wogen die Anschuldigungen gegen Studiendekanin Nicole Eramo, sie habe auf die Schilderungen der Studentin „Jackie“ gleichgültig reagiert und sei Hinweisen nicht nachgegangen, um den Fall zu vertuschen. In einem Prozess um Schadenersatz wegen Verleumdung gegen den Rolling Stone muss Eramo nicht nur nachweisen, dass die veröffentlichten Aussagen der ehemaligen Studentin „Jackie“ gegen sie falsch waren, sondern auch, dass die Redakteurin Erdely die gebotene journalistische Sorgfaltspflicht bei ihren Recherchen vernachlässigt hatte. Der Rolling Stone hatte berichtet, dass Eramo „Jackie“ abgeraten habe, zur Polizei zu gehen. Auf Anraten ihrer Anwälte machte „Jackie“ bis April 2016 keinerlei Aussagen, bis die Richterin eine Befragung unter Ausschluss der Öffentlichkeit anordnete. Am 4. November 2016 befand das Gericht die Zeitschrift und Erdely (nicht aber „Jackie“, die in diesem Prozess nur als Zeugin aussagte) der Verleumdung für schuldig; über die Höhe des Schadenersatzes und des Schmerzensgeldes für Eramo muss in einem weiteren Prozess entschieden werden.

### Diskussionen
Der Fall führte einerseits zu einer Diskussion über die Schwierigkeiten bei der Aufdeckung von Sexualdelikten an amerikanischen Colleges und Universitäten, andererseits über die journalistischen Unzulänglichkeiten einer Geschichte, die einzig und allein auf den Aussagen einer einzigen Person beruhte, ohne die Leser darüber zu informieren, dass die dargestellten Fakten in keiner Weise überprüft worden waren.